# إمارة أنطاكية
إمارة أنطاكية (باللاتينية: Principatus Antiochenus) هي دولة صليبية تأسست عام 1098 بعد استيلاء الصليبيين على مدينة أنطاكية خلال الحملة الصليبية الأولى (1096–1099). أصبح الأمير بوهيموند أول حكام إمارة أنطاكية، استمرت الإمارة حتى عام 1268 حينما سقطت بيد المماليك بقيادة الظاهر بيبرس.

## النشأة
بينما كان بالدوين البولوني وتانكرد متجهين شرقا من آسيا الصغرى لإنشاء إمارة الرها، توجه جزء الأكبر من الجيش الصليبي جنوبا لحصار أنطاكية. قاد هذا الحصار الذي بدأ في 21 أكتوبر 1097 بوهيموند التارانتو، الذي نزل على انطاكية برا مع أربعة آلاف فارس أمام أحد أبواب المدينة، حتى لا يمكن أحد من دخولها ومغادرتها، بينما نزلت من قبرص إلى ميناء اللاذقية قوات أخرى مساندة، فحاصرت بابين آخرين، ولم يتمكنوا من حصار الباب الرابع حيث يحيطه جبل شامخ. احتوت تلك المدينة المنيعة على أكثر من 400 برج حول سورها، وقد عانى المحاصرون الصليبيون طوال فترة الشتاء من الجوع، مما حدا بأن يأكلوا جيادهم وقد ذكرت كتب التاريخ بأنهم قد اكلوا جثث أصحابهم ممن مات من عناء الشتاء.
اقنع بوهيموند أحد حراس الأبراج واسمه فيروز وكان مسيحيا فاعتنق الإسلام، بالسماح للصليبيون بالدخول إلى المدينة. وقد سمح لهم بالدخول بتاريخ 3 يونيو 1098، فحصلت مذبحة بحق الأهالي المسلمين.
وقد خرج مدد من الموصل بقيادة الأمير كربوغا لرفع الحصار عن المدينة، ولكنه وصل بعد سقوط المدينة بأربعة أيام، أي أنه أتى لكي يحاصر الصليبيون أنفسهم، وشدد عليها الحصار حتى ساءت أحوال الصليبيون، إذ وجدوا أنفسهم محاصرين من الداخل والخارج وقلت المؤونة لديهم مما اضطرهم إلى أكل الجيف وأوراق الشجر، ودفع الصليبيون إلى إرسال وفد إلى كربوغا يطلبون منه الأمان ليخرجوا من أنطاكية، غير أن كربوغا رفض طلبهم وقال لهم: لا تخرجون إلا بالسيف، وهذا مادفع ببطرس الناسك بالاختلاق قصة الحربة المقدسة وقال: بأنه رأى القديس أندراوس يقول له بأن الحربة المقدسة التي طعن بها المسيح عند صلبه، موجودة في أنطاكية. وقد تم نبش كاتدرائية أنطاكية بحثا عن الحربة، والتي اكتشفها بطرس بنفسه (ومن المحتمل أنه خبأها هناك)، وحتى المندوب البابوي اقتنع بتلك القصة. وقد وضعت تلك القطعة على رأس الجيش لرفع معنوياتهم عند ملاقاتهم لكربوغا. فالتف الصليبيون حول زعمائهم، وقويت نفوسهم على الاندفاع تجاه المسلمين وهم في غاية القوة والمعنويات العالية، فكسروا المسلمين وفرقوا جماعتهم. وكان الإمبراطور البيزنطي اليكسوس كومنينونس الأول في طريقه أيضا لمساعدة الصليبيون ولكنه عاد عندما وصلته أخبار سقوط المدينة.
بعد أن احتل الصليبيون انطاكية، وهزموا المسلمين. وجدوا انفسهم أمام مشاكل كثيرة وأهمها هو من يسيطر على المدينة، فقد تنافس الأمراء على حكم انطاكية خاصة بوهيموند النورماني والأمير ريموند. فعندما نجح بوهيموند من اختراق أسوار انطاكية واحتلالها من خلال خيانة فيروز، فقد طلب من الزعماء الصليبيون تسليمه مابأيديهم من أبواب المدينة وأبراجها، فأجابوه إلى طلبه باستثناء ريموند الذي نازعه على حكم اطاكية، وعندما اشتد لنزاع بينهما، وكاد أن يصل الأمر إلى النزاع المسلح، اتفقا على اقتسام المدينة. فأضحت الأجزاء الشمالية والشرقية والوسطى من المدينة بما فيها القلعة من نصيب بوهيموند. في حين أخذ ريموند الجزء الجنوبي الغربي منها. على الرغم من المنازعات التي قامت بين الأمراء الصليبيين على حكم المدينة إلا أنهم رأوا بتجميد تلك الخلافات حتى يتيسر لهم المسير إلى البيت المقدس، مما سهل لبوهيموند أن يثبت مركزه فيحكم تلك الإمارة انطاكية.

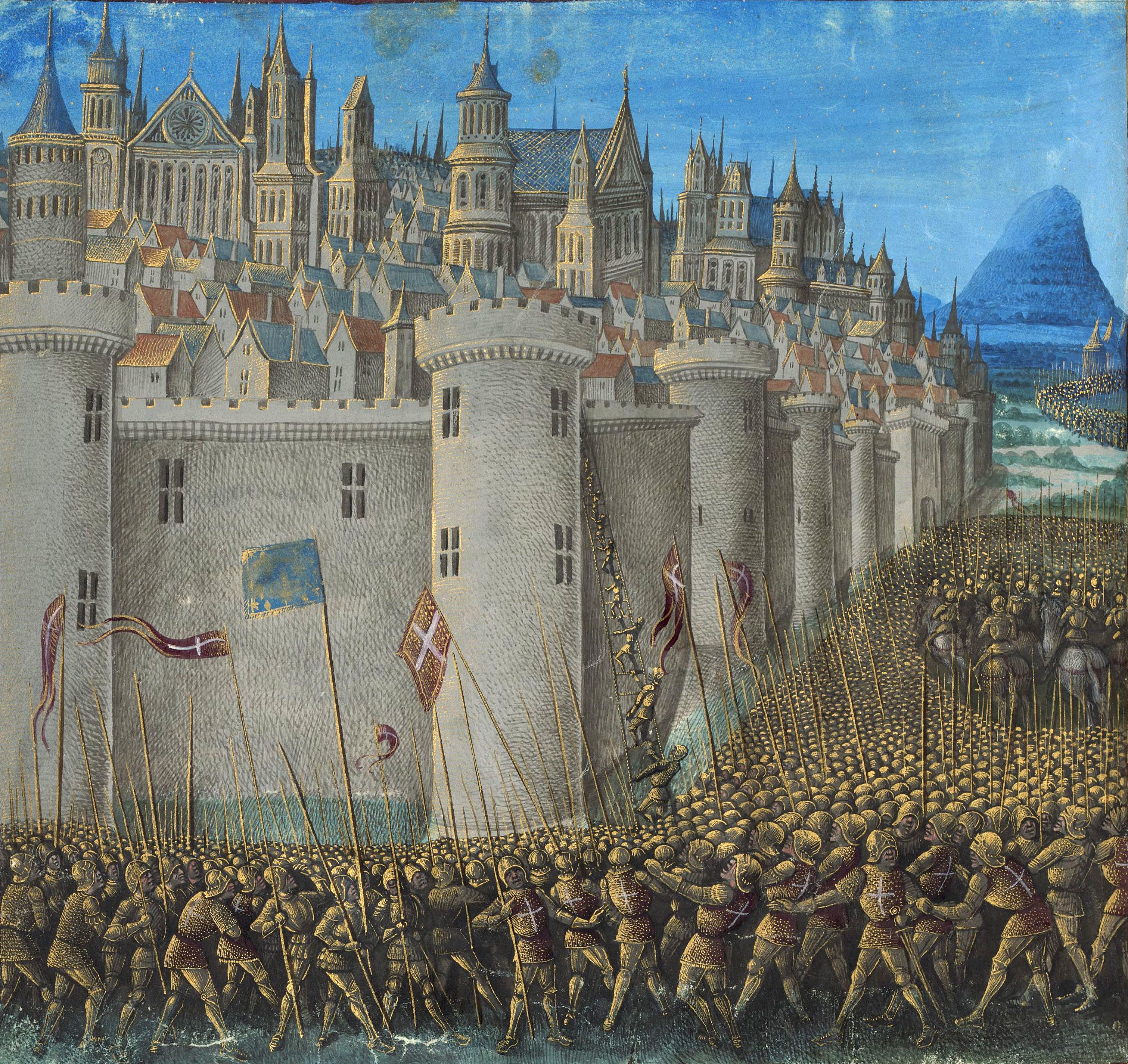
رسم من العصور الوسطى يوضح حصار أنطاكية

## البدايات

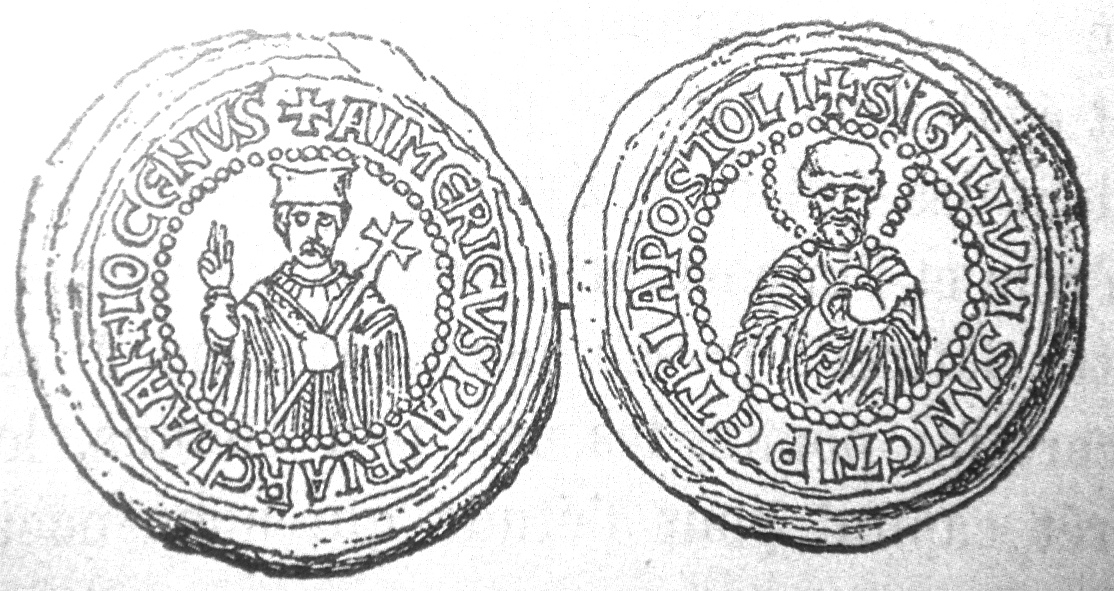
عملة لإمارة أنطاكية ويظهر فيها صورة نصفية لبطريق انطاكية

واصل بوهيموند سياسته التوسعية، فخرج في رجب سنة 493 هـ/ مايو 1100 م إلى حصن أفاميا ونزل فيه وأقام أياما وأتلف زرعه، ثم التقى مع عسكر مسلمي السلاجقة الدانشمنديون فانهزم أمامهم، وقتل من عسكره عدد كبير، ووقع هو في الأسر مع بعض أصحابه، ولم يزل أسيرا حتى أطلق سراحه سنة 495 هـ / 1103 م. وخلال مدة الأسر كان ابن اخته تنكرد ماسكا بزمام الإمارة كولي للعهد، وقد تركه كحاكم للإمارة واتجه بوهيموند إلى إيطاليا طالبا المزيد من الدعم سنة 1105. فوسع تنكرد من حدود الإمارة، فأخذ مدن اللاذقية وطرسوس سنة 503 هـ/1109 م وأخرج نائب الإمبراطور البيزنطي منها، ثم خرج إلى شيزر وهي تابعة لبني منقذ وفرض عليها الجزية، ثم اتجه إلى حصن الأكراد فاستلمه منهم، وكان قد استولى على بانياس من قبل، ثم اتجه صوب حلب سنة 504 هـ/1110 م. لكن تلك المدن تم فقدها بعد معركة بليخ أو حران وتم أسر بلدوين الثاني.
بعدما جمع بوهيموند الجيوش الكافية من إيطاليا، اتجه بها صوب بيزنطة محاولا مهاجمتها سنة 501 هـ/ 1107 م، ولكن الروم هزموه عند مدينة دوريس 1108 بقيادة الإمبراطور اليكسس الأول واجبره على توقيع معاهدة تجعل من إمارة أنطاكية جزءا من الدولة البيزنطية بعد موته، وقد تعهد بوهيموند بإعادة جميع الأراضي التي استولى عليها الصليبيون بعد خروجهم من القسطنطينية عام 1097، ولكنه مات سنة 505 هـ / 1111 م. فطالب أليكسوس من تانكرد إعادة كامل إمارة أنطاكية إلى حكم البيزنطيين، ولكن دعم مملكة بيت المقدس وإمارة طرابلس له جعله يرفض ذلك، ويعتبر تانكرد القائد الصليبي الوحيد الذي لم يقسم لأليكسوس بإعادة الأراضي التي استولوا عليها (بيد أن جيمع الذين أقسموا لم يوفوا بقسمهم). وصار الأمير تانكرد هو صاحب السلطة في المنطقة الممتدة من جبال طوروس إلى وسط بلاد الشام، وهو ما أزعج حكام الشام المسلمين، وجعلهم يتطلعون إلى إقامة حلف بينهم لمجابهة هذا الخطر الداهم، لكنه لم يفلح في التصدي والوقوف في وجهه، بسبب الفرقة والحرص على المصالح الشخصية التي جعلت بعضهم يدفع الجزية لأمير أنطاكية عن يد وهم صاغرون، وبعضهم الآخر يدخل معه في حلف ضد إخوانه المسلمين.

### روجر دي سالرنو
وبعد وفاة تانكرد في (8 جمادى الآخرة 506 هـ / 12 ديسمبر 1112 م) خلفه في حكم أنطاكية روجر دي سالرنو وكان تحت وصاية بوهيموند الثاني، ولم يكن روجر أقل من سلفه طاقة ومهارة وجرأة، فألحق بالمسلمين هزيمة كبيرة في معركة تل دانيث في (23 من ربيع الآخر سنة 509 هـ / 14 سبتمبر 1115 م). وعد هذا النصر أهم انتصار حققه الصليبيون منذ الحملة الصليبية الأولى. بيد أن هذا النصر لم يدم طويلا، فقد قتل في معركة ساحة الدم في تل عفرين بالقرب من حلب. فقد فوجئ بقوات المسلمين في فجر الجمعة الموافق (16 ربيع الأول 513 هـ / 28 يونيو 1119 م)، ودارت معركة هائلة لم تثبت في أثنائها قوات الصليبيين وتراجعت أمام الهجوم الكاسح، فقد أحاط بهم المسلمون من كل جانب وبدأوا فيهم رشقا بالسهام وضربا بالسيوف، وهزم الصليبيون أشنع هزيمة وسقط آلاف القتلى من هول القتال، وكان من بينهم روجر نفسه. مما أضحى لتلك الإمارة أن تكون تابعة لمملكة بيت المقدس وتحت حكم بلدوين الثاني كوصي حتى سنة 1126 (وقد أضحى بلدوين أسيرا في حلب خلال تلك الفترة). وبما أن ابنة بلدوين كانت تحت بوهيموند، فقد حكم فقط أربعة سنوات. ثم ورثت تلك الإمارة إبنته كونستانس وقد كانت صغيرة، فتولى الوصاية عليها فولك حتى أتمت من العمر عشر سنين فتزوجها أمير اسمه ريموند حيث كان سنه 36 سنة.
كمثل سابقيه فقد غزا ريموند مقاطعة قيليقية البيزنطية، مما حدا بالإمبراطور البيزنطي جون الثاني كومنينوس لملاقاته، فوصل إلى انطاكية عام 532 هـ / 1138 م وأجبر ريموند أن يقسم بالولاء إليه، وقد كان ينوي أن يخضع جميع الإمارات الصليبية إلى حكمه، لكنه عاد بسبب ظهور المشاكل في مملكته وقد مات عام 1143 ولم يتمكن من اتمام مشروعه.

## أنطاكية في ظل الهيمنة البيزنطية
بعد سقوط الرها على يد عماد الدين زنكي سنة 1144، هاجم الزنكي بجيشه أنطاكية خلال الحملة الصليبية الثانية. فاستولى على الأجزاء الشرقية من الإمارة، وقد قتل حاكمها ريموند دي بواتيه خلال حصار قلعة إنب سنة 1149. فأصبح بلدوين الثالث بشكل تلقائي الوصي على أرملة ريموند كونستانس حتى زواجها من أرناط. وقام أرناط باجتياح جزيرة قبرص البيزنطية عام 1153. إلا أن الإمبراطور مانويل كومنينوس البيزنطي انتقم في 1159 عندما استولى على الإمارة فخضع أرناط له. فأضحت الإمارة تابعة لبيزنطة حتى وفاة مانويل سنة 1180. ويعني هذا الخضوع أنه يجب على الإمارة توفير وحدات قتالية للجيش البيزنطي (قوات من أنطاكية شاركت في الهجوم على السلاجقة في 1176)، كما يجب على تلك الوحدات حماية المدينة من خطر اجتياح نور الدين زنكي وإزالة الإمارة.

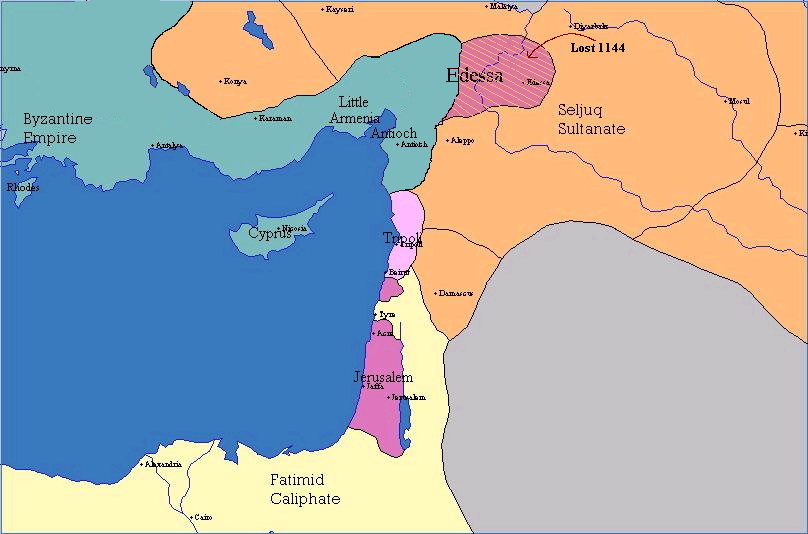
إمارة أنطاكية تحت الحماية البيزنطية

أخذ المسلمون أرناط أسيرا في سوريا من الفترة (1160 - 1176)، فأصبحت الوصاية بيد بطريركية أنطاكية اللاتينية فخرج ليجد أن زوجته توفت في عام 1163، تاركة الإمارة لبوهيموند الثالث، فلم يعد أرناط إلى أنطاكية مرة أخرى. وخلال تلك المدة تزوج الإمبراطور مانويل من ابنة كونستانس المسماة ماريا. وقد أسر بوهيموند في السنة 1164 بموقعة حارم، وأصبح نهر العاصي هو الحد الفاصل ما بين انطاكية وحلب. وقد عاد بوهيموند إلى أنطاكية سنة 1165 ليتزوج من إحدى قريبات مانويل؛ وقد كان مقتنعا بتثبيت بطريرك الكنيسة الأرثوذكسية اليونانية في المدينة.
ما أن مات الإمبراطور مانويل سنة 1180 حتى انحل التحالف ما بين انطاكية والبيزنطيين. فقد سحبت الحماية البيزنطية من انطاكية فجأة، فقد كانت مدة عشرين سنة كافية لإعاقة نور الدين زنكي من التدخل والتحرش بها. مع ذلك فقد نجت المدينة من أي هجوم من قبل صلاح الدين خلال هجومه على مملكة بيت المقدس سنة 1187، وذلك بمساعدة أساطيل الدويلات الإيطالية. لكن خلال الحملة الصليبية الثالثة لم تساهم إمارة أنطاكية ولا كونتية طرابلس فيها، بالرغم من دفن جثة الملك بربروسا في انطاكية عندما توقف جيشه لفترة قصيرة فيها سنة 1190. وبعد معركة حطين أصبح ابن بوهيموند الثالث -واسمه أيضا بوهيموند- حاكما على كونتية طرابلس. وقد توفي بوهيموند الثالث سنة 1201 م.
أدت وفاة بوهيموند الثالث إلى حدوث انشقاقات وحروب لحكم تلك الإمارة ما بين الأنطاكيين ممثلة ببوهيموند الرابع والأرمن ممثلة بحفيد بوهيموند الثالث واسمه ريموند روبن. وقد تمكن بوهيموند الرابع من الانتصار وحكم المدينة 1207، ومات بوهيموند الرابع سنة 1233 فحكمها ابنه بوهيموند الخامس، ولم تكن لتلك الإمارة دورا يذكر خلال الحملات الصليبية الخامسة أو السادسة حيث استمات فريدريك الثاني لإستعادة بيت المقدس، ولا حتى الحملة الصليبية السابعة بقيادة لويس التاسع.

## سقوط الإمارة

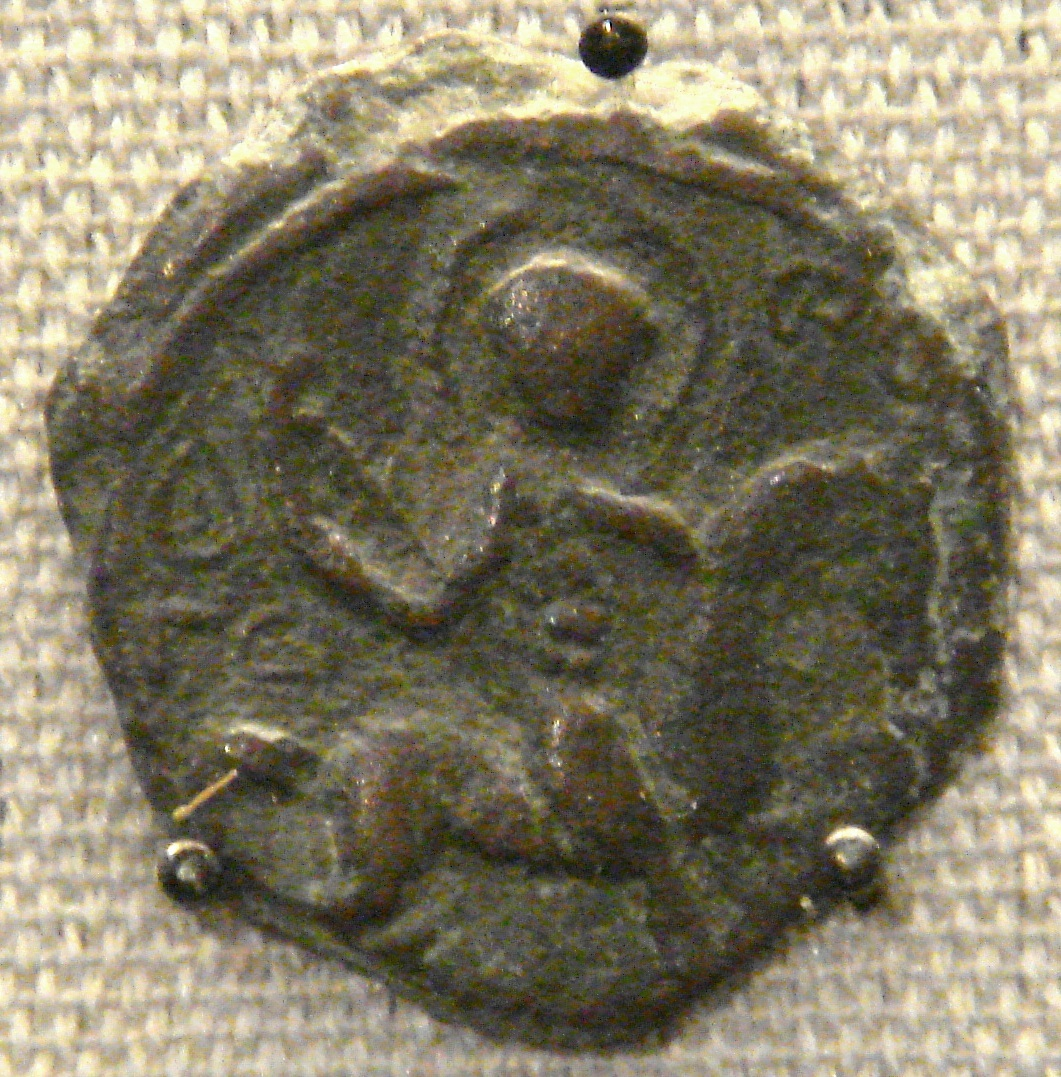
عملة نقدية لإمارة أنطاكية، 1112-1119, القديس جورج على جواد.

تزوج بوهيموند السادس سيبيلا بنت هيتوم الأول سنة 1254 وهي أميرة أرمنية، منهيا الصراع القوى ما بين الدولتين، على الرغم من أن أرمينيا هي الطرف القوي، وأن انطاكية كانت بالأساس إمارة خاضعة لها. وخلال الصراع الدائر ما بين المماليك والمغول انزلق كلا الطرفين في هذا الصراع. ففي سنة 1260 خضع بوهيموند السادس وتحت تأثير والد زوجته هيتوم الأول للمغول وقائدهم هولاكو، جاعلا إمارة انطاكية تابعة لإمبراطورية المغول. وقد حارب كليهما بجانب المغول عند غزوهما للشام، وأخذا مدينة حلب وبعدها دمشق. لكن بعدما هزم المغول في معركة عين جالوت، بدأ الظاهر بيبرس بالانتقام من أنطاكية التي دعمت المغول في حروبهم مع المسلمين. فوقف بجيشه أمام اسوارها يوم 14 مايو 1268.

### الهجوم على انطاكية
قسم بيبرس جيش إلى ثلاث فرق، أرسل فرقة منهم إلى السويدية -وهو ميناء انطاكية- كي يقطع الاتصال بين انطاكيا والبحر، وأرسل الأخرى إلى طرق الشام في جبال طوروس كي يمنع وصول امدادات الأرمن لانطاكيا، وقاد هو الجيش الثالث وطوق به انطاكيا. وكان بوهيموند السادس وقتها موجودا في طرابلس، وتولى حماية المدينة «سيمون مانسل». وخرج مانسل بجيشه لمحاربة بيبرس لكنه وقع في الاسر.

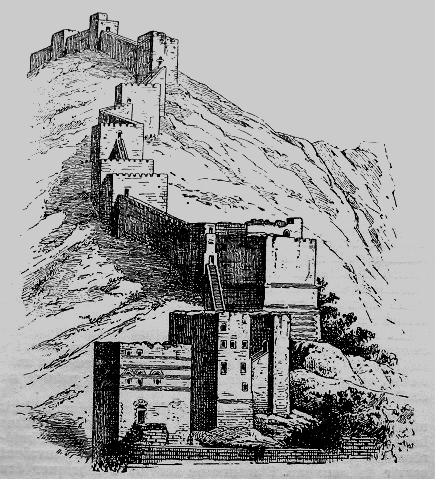
رسم تخيلي لأسوار أنطاكية خلال القرن الثاني عشر

في اليوم التالي هجم بيبرس على اسوار انطاكيا ولكنه لم يتمكن من فعل شيء، وكذلك لم يصل بالتفاوض مع المحاصرين بنتيجة، وظل الوضع على حاله حتى شن بيبرس هجومه الشامل يوم 18 مايو وتمكن جنوده من عمل ثغرة في السور، فدخلت قواته المدينة وقامت معركة كبيرة حيث أمر بيبرس بقفل أبواب المدينة حتى يمنع خروج أي شخص من المدينة. لكن الآلاف اسعفهم الحظ واستطاعوا اللجوء إلى قلعة المدينة الموجودة بأعلى الجبل، فبعثوا يطلبون الأمان فأمنوا، وصعد السلطان إليهم ومعه الحبال، واستطاع أسر أعداد ضخمة منهم، وفرقهم على الأمراء.
ثم أمر السلطان بجمع الغنائم لتقسم، فأحضر الناس الأموال والمصاغ والذهب والفضة حتى صارت تلا. وقسمت بين الناس وطال الوزن فقسمت النقود بالطاسات، وقسمت الغلمان على الناس، فلم يبق غلام إلا وله مال، وتقاسم النساء والبنات والأطفال. وأبيع الصغير بإثني عشر درهما والجارية بخمسة دراهم. وأقام السلطان يومين وهو يباشر القسمة بنفسه، فما ترك شيئا حتى قسمه. ثم ركب السلطان إلى القلعة فأحرقها، وعم بالحريق انطاكية، فأخذ الناس من حديد أبوابها ورصاص كنائسها مالايوصف كثرة، وأقيمت الأسواق خارج المدينة، وقدم التجار إليها من كل جانب.

## مابعد السقوط
إمارة انطاكية هي أول إمارة كونها الصليبيين في الشرق زمن الحملة الصليبية الأولى، واستمرت 171 سنة، فكان سقوطها ضربة كبيرة للصليبيين ودرس قوي لتحالف انطاكية مع المغول. من يومها لم تقم لأنطاكيا قائمة، فبعدما كانت مركز تجارى وعسكري كبير، أضحت مجرد قلعة في اطراف سوريا. ولم يبق من الإمارة سوى قلعة القصير التي ظل صاحبها محتفظا بها سبع سنوات أخرى لموقفه الودي مع المسلمين ومدينة اللاذقية التي سبق للمغول أن بذلوها هدية لبوهمند، فأضحت بعد سقوط أنطاكية تؤلف جيبا للفرنج، ولم يبق بيد بوهيموند غير كونتية طرابلس، وهاجر قساوسة انطاكيا إلى دمشق واستقرت بها الكنائس اليعقوبية والأرثوذكسية في سوريا. وصار من المستحيل على الداوية ان يحافظوا على قلاعهم بجبال آمانوس، فتخلوا عن بغراس ولاروش دي روسول،
أرسل بيبرس بعد سقوط الإمارة رسالة إلى بوهيموند السادس، واصفا له ما حصل فيها وهنأه على حسن حظه انه لم يكن في انطاكيا وقت الهجوم. ختم بيبرس جوابه لبوهيموند بقوله: «وكتابنا هذا يتضمن البشرى لك بما وهبك الله السلامة، وطول العمر بكونك لم يكن لك في أنطاكية في هذه المدة إقامة، وكونك ما كنت بها فتكون إما قتيلا وإما أسيرا وإما جريحاً وإما كسيراً، وسلامة النفس هي التي يفرح بها الحى إذا شاهد الأموات، ولعل الله ماأخرك إلا لأن تستدرك من الطاعة والخدمة مافات ومالم يسلم أحد يخبرك بما جرى خبرناك، ولما لم يقدر أحد يباشرك بالبشرى بسلامة نفسك، وهلاك ما سواها باشرناك بهذه المفاوضة وبشرناك، لتحقق الأمر على ما جرى، وبعد هذه المكاتبة الا ينبغى لك أن تكذب لنا خبراً، كما أن بعد هذه المخاطبة يجب أن لا تسأل غيرها مخبراً».
بعد سقوط إمارة انطاكية بثلاث وعشرين عاما سقطت عكا فانتهت الإمارات الصليبية بأكملها.